# Aldo Pinto
Aldo Pinto da Silva (Palmeira das Missões, 3 de fevereiro de 1939 - Porto Alegre, 4 de dezembro de 2023) foi um engenheiro agrônomo e político brasileiro.

## Biografia
Filiado ao Movimento Democrático Brasileiro (MDB), em 1974 foi eleito deputado estadual da Assembleia Legislativa do Rio Grande do Sul. Foi reeleito em 1978. Foi presidente da Assembleia Legislativa, de 11 de março de 1981 a 1 de março de 1982.
Foi um dos fundadores do Partido Democrático Trabalhista (PDT). Ligado ao setor rural, exerceu dois mandatos como deputado federal. Concorreu a governador em 1986 pelo PDT, e foi Secretário da Agricultura no governo Alceu Collares. Nas eleições de 1994, candidatou-se ao Senado, tendo como uma das bandeiras o ruralismo, em especial a agricultura familiar.
Faleceu em seu apartamento em 4 de dezembro de 2023, aos 84 anos.